# John Henry Whitley
John Henry Whitley, född 8 februari 1866 i Halifax, död 3 februari 1935 i samma stad, var en brittisk politiker.
Whitley studerade vid Londons universitet, blev därefter bomullsindustriidkare i sin födelsestad och blev 1900 dess representant i underhuset (liberal). Han var 1907-10 yngre skattkammarlord ("inpiskare") i ministärerna Campbell-Bannerman och Asquith samt 1911-21 vice talman i underhuset. I april 1921 blev Whitley underhusets talman, en post han behöll till 1928. Han var ordförande i Whitleykommittén.